# پیتر ترتزاکیان

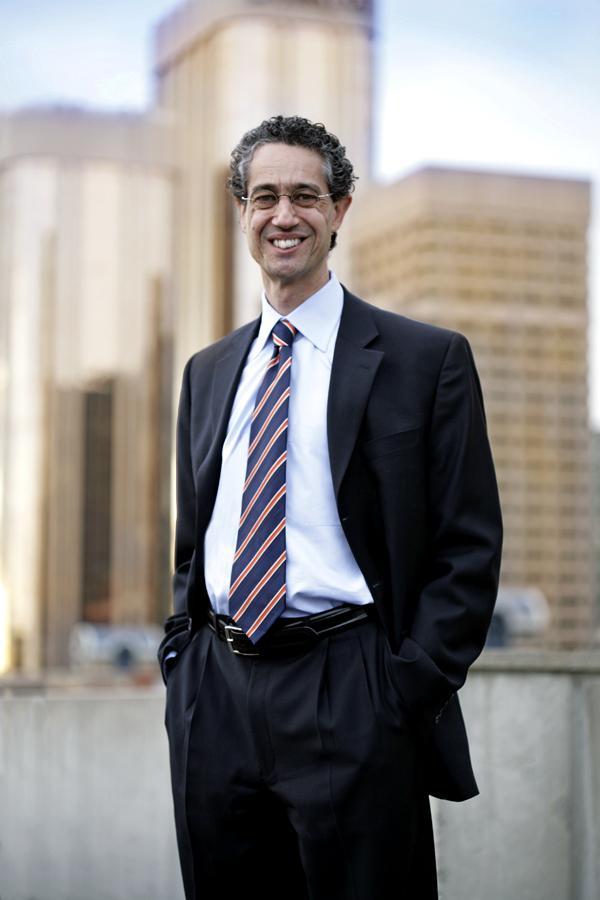

پیتر ترتزاکیان ( انگلیسی: Peter Tertzakian؛ زادهٔ ۴ ژانویهٔ ۱۹۶۱) اقتصاددان، سرمایه‌گذار، و مؤلف (پدیدآور)، سخنرانی عمومی، ژئوفیزیک ارمنی‌تبار اهل کانادا است.

## زندگی‌نامه
وی در ۴ ژانویه ۱۹۶۱ در ساسکاتون به دنیا آمد و از دانشگاه آلبرتا، دانشگاه ساوت‌همپتون و مؤسسه فناوری ماساچوست فارغ‌التحصیل گشت. 